# Pseudorhaphitoma venusta
Pseudorhaphitoma venusta é uma espécie de gastrópode do gênero Pseudorhaphitoma, pertencente a família Mangeliidae.